# 2016 en chimie
Cet article présente les faits marquants de l'année 2016 en chimie.

## Évènements
- Le 28 novembre 2016 : attribution du nom et des symboles associés des éléments de numéros atomiques 113, 115, 117 et 118 par l'Union internationale de chimie pure et appliquée[1].
- 48ème Olympiades internationales de chimie, organisées à Tbilissi en Géorgie du 23 juillet au 1er août[2].

## Prix
- Prix Nobel de chimie : Jean-Pierre Sauvage, James Fraser Stoddart et Ben Feringa pour la conception et la synthèse de machines moléculaires[3],[4].
- Prix Wolf de chimie : 
  - Kyriacos Costa Nicolaou « pour les progrès dans le domaine de la synthèse organique aux extrêmes de la complexité moléculaire, reliant la structure et la fonction et élargissant notre domination sur l'interface entre chimie, biologie et médecine »[5],[6].
  - Stuart L. Schreiber « pour l'exploration des fondements chimiques de la logique de la transduction du signal et de la régulation des gènes qui ont conduit à des thérapies importantes et nouvelles et à la progression de la biologie chimique et de la médecine grâce à la découverte de sondes à petites molécules »[5],[7].
- Prix Procter & Gamble : Nicholas L. Abbott[8]
- Prix Anselme-Payen : Kevin Edgar[9]
- Médaille Garvan-Olin : Annie Kersting[10]
- Prix Ernest-Guenther : Eric Block[11]
- ACS Award in Pure Chemistry : Jonathan S. Owen[12]
- Arthur C. Cope Award : Eric Jacobsen[13]
- Prix Irving-Langmuir : George C. Schatz[14]
- Médaille Priestley : Mostafa El-Sayed[15],[16],[17]
- Médaille Leverhulme : Anne Neville[18]
- Médaille Davy : Stephen Mann Pour ses contributions remarquables à la chimie de la bio-minéralisation et pour avoir été le pionnier de la synthèse bio-inspirée et de l'auto-assemblage de nanostructures fonctionnelles et d'objets hybrides à l'échelle nanométrique[19],[20].
- Prix Alfred-Bader : Dennis Hall (chimiste)[21]
- Grand prix Félix-Trombe : Jacques Kheliff[22]

- Grand prix Pierre-Süe : Marie-Paule Pileni[23]
- Grand prix Achille-Le-Bel : Christian Bruneau et Mir Wais Hosseini[24]
- Faraday Lectureship : Graham Fleming[25]
- Médaille William-H.-Nichols : Stephen Buchwald[26]

## Décès
- 19 avril[27] : Walter Kohn (né en 1923), physicien autrichien naturalisé américain et lauréat du prix Nobel de chimie en 1998[28],[4].
- 30 avril[29] : Harold Kroto (né en 1939), chimiste britannique et lauréat du prix Nobel de chimie en 1996[30],[4].
- 2 août[31] : Ahmed Zewail (né en 1946), chimiste et universitaire égyptien, lauréat du prix Nobel de chimie en 1999[32],[4].
- 24 août[33] : Roger Tsien (né en 1952), biochimiste et biophysicien américain d'origine chinoise, et lauréat du prix Nobel de chimie en 2008[34],[4].
- 26 août[35] : Joyce Jacobson Kaufman (née en 1929), chimiste américaine.